# 대한민국 형사소송법 제86조
대한민국 형사소송법 제86조는 호송 중의 가유치에 대한 형사소송법의 조문이다.

## 조문
제86조(호송 중의 가유치) 구속영장의 집행을 받은 피고인을 호송할 경우에 필요한 때에는 가장 접근한 교도소 또는 구치소에 임시로 유치할 수 있다.  <개정 1963.12.13.>

第86條(護送 中의 假留置) 拘束令狀의 執行을 받은 被告人을 護送할 境遇에 必要한 때에는 가장 接近한 矯導所 또는 拘置所에 臨時로 留置할 수 있다.  <개정 1963.12.13.>

## 참고 문헌
- 손동권 신이철, 새로운 형사소송법(초판, 2013), 세창, 2013. ISBN 9788984114081